# Gavriil Munteanu
Gavriil Munteanu (Vingárd, 1812. február – Brassó, 1869. december 29.) román műfordító, tanár.

## Élete
Apja módos gazda, egyben ortodox kántor volt. Középiskolai tanulmányait Gyulafehérvárt és a kolozsvári piaristáknál végezte. 1835-től a bukaresti Sfântul Sava Kollégiumban, 1836 és 1844 özött a bodzavásári szemináriumban tanított. 1844-ben megszervezte és 1848-ig irányította a Curtea de Argeș-i szemináriumot. Nagy sikert aratott 1842-ben, Bukarestben megjelent Werther-fordítása. Cikkeket írt a brassói Gazeta de Transilvaniába és 1845-ben Meditații religioase ('Vallásos elmélkedések') címmel kiadta a Krisztus követéséből készített román fordítását is. 1848-ban Nagyszebenbe ment és szerepet vállalt a Román Nemzeti Komitéban és a szász Landesverteidigungsausschlussban. 1850 végén Brassóba költözött, ahol az ortodox gimnázium első igazgatója lett. Lefordította Tacitus minden művét, Suetonius császáréletrajzait és Horatius ódáit, de Cipariu latinista nyelveszményéhez igazodó románsága miatt ezek a fordításai mára olvashatatlanokká váltak. A Román Akadémia egyik alapító tagja volt.

## Művei
- Deutsch–romänisches Wörterbuch, bearbeitet und in dessen romänischem Theile mit etlichen Tausend Wörtern bereichert ('Német–román szótár'). Brassó, 1853–64. Két kötet. (George Bariț-cal)
- Geografia Biblică séu descrierea loculirol insemnate prin fapte biblice. Brassó, 1854. (Bibliai földrajz).
- Manualu de geografiă în douè cursuri pentru gimnasiu şi şcole mici dupra J. Bellinger. Brassó, 1854. (A földrajz kézikönyve gimnáziumok számára).
- Carte de lectură romanéscă pentru classele gimnasiale inferiore si reale. Brassó, 1857. Két kötet. (Román olvasókönyv gimnáziumok és reáliskolák számára. 2. kiadás 1861., 3. kiadás 1866.).
- Din Scripturile lui Tacitu ('Tacitus írásaiból'). Brassó, 1858.
- Gramatica română pentru clasele Gimn. inf. Brassó, 1860-61. Két rész. (Román nyelvtan. Újabb kiadása. Brassó, 1874.).
- Plurismul în literatura română. 1862.
- Gramatica latinâ, partea primară, pentru clasele I. şi II. gimn. Brassó, 1863.
- Manualu de Geografia in dóua cursuri pentru gimnasiali inferiori. Nagy-Szeben, 1864. (Román földrajzi kézikönyv az algimnáziumok számára).
- Caiu Suetoniu, Viata a XII Imperatori ('Suetonius 12 császáréletrajza'). Bécs, 1867.